# Кіт Коннор (актор)
Кіт Себа́стьян Ко́ннор (англ. Kit Sebastian Connor, 8 березня 2004) — британський актор. Відомий за фільмами «Отримай Санту» (2014), «Рокетмен» (2019) і «Малюк Джо» (2019), а також за серіалом CBBC «Ракетний острів» (2014—2015). Озвучував серіали BBC One та HBO «Темні матерії», а також зіграв Ніка Нельсона в серіалі Netflix «Коли завмирає серце» (2022), за яку отримав першу дитячу та сімейну премію «Еммі» за найкращу головну роль.

## Раннє життя
Коннор народився в Кройдоні. Відвідував початкову школу Hayes у Кенлі, пізніше школу Whitgift, де складав рівень A з драматургії, англійської літератури та історії.

## Кар'єра
Коннор дебютував у вісім років з епізодичною роллю в «Курках» на Sky One, телефільмі «Пригода в просторі та часі» та мильній опері «Нещасний». У 2014 році отримав роль Тома Андерсона у святковій комедії «Отримай Санту» і роль Арчі Беклза в серіалі CBBC «Острів ракет».
Також зіграв у фільмах 2018 року «Гонка століття», «Літературне товариство Гернсі» та «Товариство пирогів з картопляної шкірки», «Бойня Рулез», в телефільмі BBC One «Велика втеча дідуся». Зіграв головну роль Олександра в постановці театру Old Vic Theatre Fanny & Alexander.
У 2019 році Кіт отримав роль підлітка Елтона Джона в музичному фільмі «Рокетмен» і зіграв Джо Вударда в «Малюк Джо». У тому ж році починає озвучувати Пантелеймона у фантастичних серіалах BBC One та HBO «Темні матерії».
У квітні 2021 року було повідомлено, що Коннор зіграє разом з Джо Локком у серіалі від Netflix «Коли завмирає серце» адаптації однойменного вебкомікса Еліс Осман. Він сказав, що проходив прослуховування на роль Чарлі, але отримав іншу головну роль — Ніка Нельсона.
У серпні 2022 року було оголошено, що Коннор зіграє головну роль в екранізації роману Лаури Тейлор Неймі «Путівник кубинської дівчини про чай і майбутнє».
У березні 2023 року було оголошено, що Коннор приєднається до акторського складу майбутнього фільму жахів «Один з нас».
У квітні 2024 року оголосили, що Коннор дебютує на Бродвеї. Він зіграє роль Ромео в музичній адаптації «Ромео і Джульєтти» Вільяма Шекспіра у постановці Сема Голда з музикою Джека Антонова. У тому ж році потрапив до європейського списку 30 до 30 років Forbes у категорії «Розваги».
У 2025 році виконав одну з головних ролей у воєнному фільмі «Бойові дії».

## Особисте життя

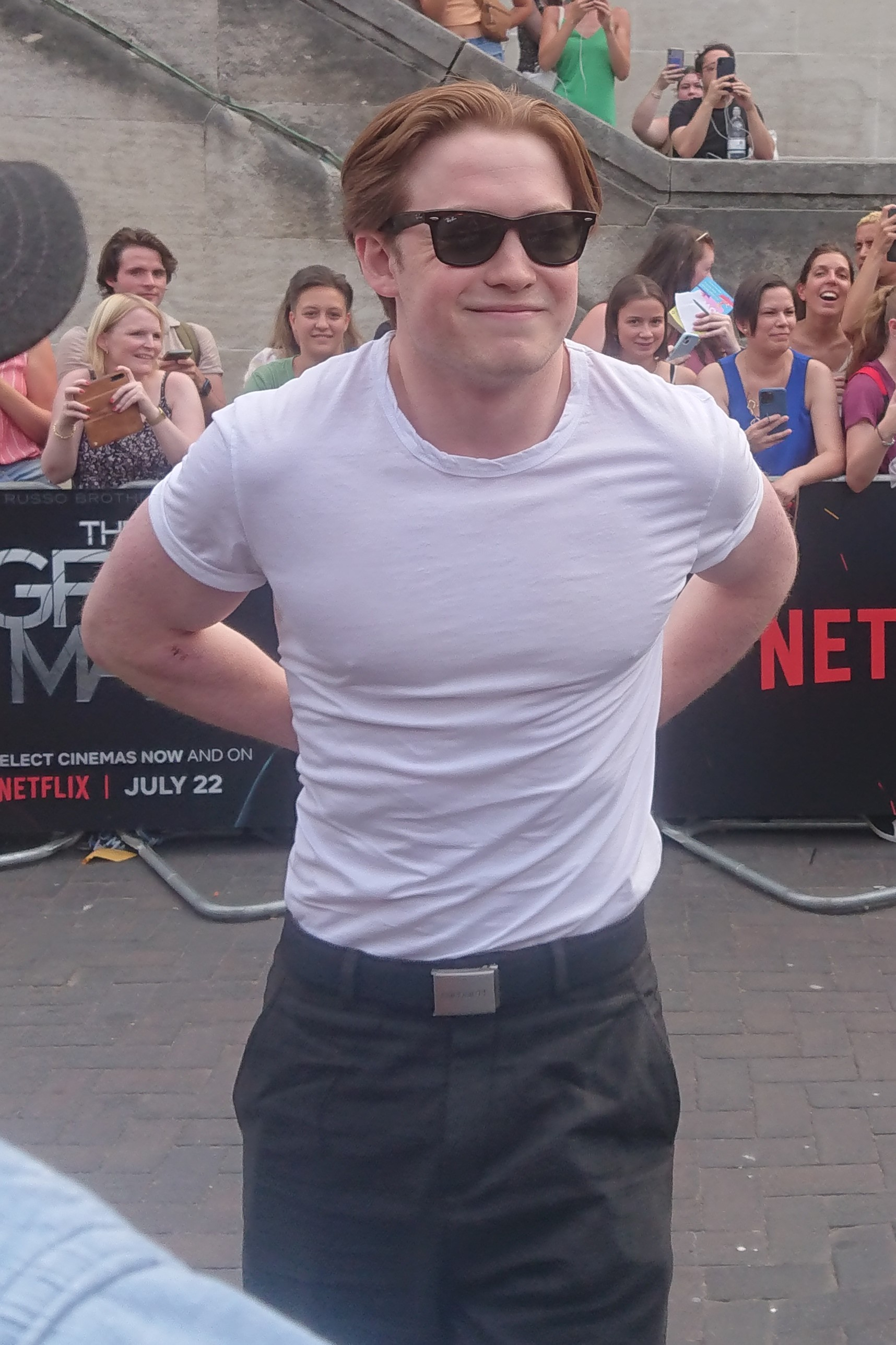
Кіт Коннор у 2022 році

У жовтні 2022 року Коннор назвався бісексуалом у Twitter після того, як його звинуватили у квір-бейтингу. Його підтримали колеги по сцені: Джо Локк, Себастьян Крофт та Олівія Колман, а також авторка «Коли завмирає серце» Еліс Осман.

## Фільмографія

### Фільми
| Рік          | Назва                                                                | Роль                     | Примітки   |
| ------------ | -------------------------------------------------------------------- | ------------------------ | ---------- |
| 2014         | Отримай Санту                                                        | Том Андерсон             |            |
| 2015         | Містер Холмс                                                         | Хлопчик                  |            |
| 2018         | Гонка століття                                                       | Саймон Кроухерст         |            |
| 2018         | Перешому гравцю приготуватися                                        | Реб Кід                  |            |
| 2018         | Таємний клуб Гернсі любителів книг і пирогів з картопляного лушпиння | Елі Ремсі                |            |
| 2018         | Бойня Рулез                                                          | Вуттон                   |            |
| 2019         | Рокетмен                                                             | Молодий Реджинальд Дуайт |            |
| 2019         | Малюк Джо                                                            | Джо Вудард               |            |
| 2024         | Дикий робот                                                          | Жовтодзьоб               | Мультфільм |
| 2025         | Бойові дії                                                           | Томмі                    | [ 25 ]     |
| В очікуванні | Путівник кубинської дівчини про чай і майбутнє                       | Оріон Максвелл           | [ 26 ]     |
| В очікуванні | Один з нас                                                           | Наймолодший              | [ 17 ]     |

### Серіали
| Рік         | Назва                      | Роль                  | Примітки                      |
| ----------- | -------------------------- | --------------------- | ----------------------------- |
| 2013        | Курчата                    | Клем                  | 1 епізод                      |
| 2013        | Пригода в просторі та часі | Чарлі                 | Телевізійний фільм            |
| 2013        | Постраждалий               | Барнабі Лі            | 1 епізод                      |
| 2014 — 2015 | Ракетний острів            | Арчі Беклз            | Головна роль                  |
| 2015        | Хроніки Франкенштейна      | Джой                  | Епізод: «Світ без Бога»       |
| 2016        | Війна і мир                | Молодий Петя Ростов   | 3 епізоди                     |
| 2016        | Гранчестер                 | Чарлі Джонс           | 1 епізод                      |
| 2017        | SS-GB                      | Боб Шинан             | міні-серіал; повторювана роль |
| 2018        | Велика втеча дідуся        | Джек                  | Телевізійний фільм            |
| 2019 — 2022 | Темні матерії              | Панталаймон (голос)   | Повторювана роль              |
| 2022 — 2024 | Коли завмирає серце        | Ніколас «Нік» Нельсон | Головна роль                  |

### Відеоігри
| Рік  | Назва                  | Роль                       | Примітки |
| ---- | ---------------------- | -------------------------- | -------- |
| 2022 | A Plague Tale: Requiem | Лукас (англійська озвучка) | [ 27 ]   |

## Нагороди
| Рік  | Нагорода                        | Категорія                          | Номінована робота   | Результат | Посилання |
| ---- | ------------------------------- | ---------------------------------- | ------------------- | --------- | --------- |
| 2021 | Young Entertainer Awards        | Кращий молодий актор другого плану | Темні матерії       | Номінація | [ 28 ]    |
| 2022 | Дитяча та сімейна премія «Еммі» | Визначне виконання головної ролі   | Коли завмирає серце | Перемога  | [ 8 ]     |
| 2022 | Dorian Awards                   | Кращий телевізійний виступ         | Коли завмирає серце | Номінація | [ 29 ]    |
| 2022 | National Television Awards      | Зірковий актор                     | Коли завмирає серце | Номінація | [ 30 ]    |
| 2023 | Queerty Awards                  | Прорив                             | —                   | Номінація | [ 31 ]    |
| 2023 | Royal Television Society        | Найкраща чоловіча роль             | Коли завмирає серце | Перемога  | [ 32 ]    |
| 2024 | TV Choice                       | Найкраща чоловіча роль             | Коли завмирає серце | Номінація | [ 33 ]    |
| 2024 | Queerty Awards                  | Кращий телевізійний виступ         | Коли завмирає серце | Перемога  | [ 34 ]    |